# Kawasoe Masao
Kawasoe Masao (jap. 川副 正夫; * 13. Juni 1945 in Provinz Chōsen (heute: Korea)) ist ein japanischer Shōtōkan-Karatemeister und Träger des 8. Dan.

## Werdegang
Kawasoe wurde 1945 in Chōsen, einer damaligen japanischen Kolonie, geboren und wuchs als Sohn eines Geschäftsmannes in Saga auf Kyūshū auf.
Er begann 1956 mit Jūdō und nahm ab 1960 Karateunterricht bei Tsuyama Katsunori, nachdem er eine Karate-Vorführung gesehen hatte. 1963 erhielt er seinen 1. Dan von Miyata Minoru. Dies ermöglichte ihm ein Studium an der Takushoku-Universität, wo er dem damaligen Chefinstruktor der Japan Karate Association (JKA) Nakayama Masatoshi auffiel.
Dieser lud ihn daraufhin ein, den Instruktorenkurs zu besuchen, welchen er innerhalb von drei Jahren absolvierte. 1966 erlangte er den 2. Dan und 1970 folgte der 3. Dan.

“Through his mastery of karate basics he has come to reach a level few achieve, his technique inspires all who see it to strive for the ideals of Shotokan Karate.”

Als Instruktor begann Kawasoe 1970 Karate in Taiwan und in Madagaskar zu lehren, bevor er im September 1974 nach Großbritannien ging, wo er bis heute lebt. Dort wirkte er zuerst bis 1982 als Assistent von Enoeda Keinosuke. Kawasoe ist Cheftrainer der International Traditional Karate Federation (ITKF) unter Nishiyama Hidetaka für Großbritannien und Technischer Direktor des World Shotokan Institute (WSI). Auch ist er gegenwärtig Chefinstruktor der United Kingdom Traditional Karate Federation und des Japan Traditional Karate Institute (JTKI) und gibt Lehrgänge auf der ganzen Welt.